# Estanys de l'Angonella
Les estanys de l'Angonella sont un ensemble de trois lacs de montagne situés en Andorre dans la paroisse d'Ordino. 

## Toponymie
- Estanys est le pluriel de estany, terme omniprésent dans la toponymie andorrane, désignant en catalan un « étang »[1]. Estany dérive du latin stagnum signifiant « étendue d'eau »[2].
- Angonella provient très probablement du latin anguis qui signifie serpent[3],[4]. Compte tenu de la présence de toponymes pré-romans bascoïdes en Andorre[4],[5], la construction du toponyme à partir de la racine basque gona (« piémont ») associé au suffixe diminutif -ella a également été proposée[4].

## Géographie

### Localisation
Les estanys de l'Angonella sont situés au nord-ouest de la paroisse d'Ordino au fond de la vallée glaciaire de l'Angonella. Celle-ci, orientée vers le nord-ouest, débute au village de Llorts et se termine par un cirque aux roches schisteuses et peu métamorphiques,. Les estanys de l'Angonella sont situés au sein de ce cirque et sont eux aussi la conséquence du modelage glaciaire puisqu'ils ont été formés par un phénomène de surcreusement,.
Les lacs sont surplombés au nord par de hauts sommets séparant le cirque de l'Angonella du cirque d'Arcalís avec d'ouest en est : le pic de Cataperdís (2 805 m), la Serra del Cap de la Coma et le pic d'Arcalís (2 776 m). 
À l'ouest et au sud, les lacs sont dominés par la frontière franco-andorrane qui referme le cirque avec successivement depuis le pic de Cataperdís : le pic de l'Angonella (2 816 m), le pic de les Fonts (2 748 m) et le pic de la Burna (2 656 m).
| \| Estanys de l'Angonella \|                                             | |
| Position des Estanys de l'Angonella sur la carte géologique de l'Andorre | Vue d'ensemble des sommets surplombant les lacs (pic d'Arcalís à gauche et pic de Cataperdís au centre) depuis Arcalís |
| Estanys de l'Angonella                                                   | |

### Hydrographie
Les trois lacs, étalés selon un axe est-ouest sont :
- Llac de Mes Amunt - 2 ha - 2 298 m, le plus occidental et le plus étendu des trois[11].
- Llac del Mig - 1,5 ha - 2 347 m[11].
- Llac de Mes Avall - 0,6 ha - 2 348 m, le plus oriental et le plus petit des trois[11].

Ils donnent naissance au riu de l'Angonella,, d'une longueur de 5 586 m et principal cours d'eau de la vallée dans laquelle sont situés les lacs. Le riu de l'Angonella rejoint ensuite la Valira del Nord (par sa rive droite) au village de Llorts,.
| \| Estanys de l'Angonella \|                                                              |                    |
| Position des Estanys de l'Angonella sur la carte des bassins hydrographiques de l'Andorre | Riu de l'Angonella |
| Estanys de l'Angonella                                                                    |                    |

### Climat
| Mois                              | jan. | fév. | mars | avril | mai   | juin  | jui. | août  | sep.  | oct.  | nov.  | déc. | année   |
| --------------------------------- | ---- | ---- | ---- | ----- | ----- | ----- | ---- | ----- | ----- | ----- | ----- | ---- | ------- |
| Température minimale moyenne (°C) | −5,2 | −5,8 | −4,3 | −2,8  | 0,6   | 3,8   | 6,3  | 6,2   | 3,9   | 1,5   | −2,1  | −4,1 | 0       |
| Température moyenne (°C)          | −2,5 | −2,4 | −0,6 | 0,4   | 4,5   | 8,4   | 11,6 | 11,4  | 8,4   | 5     | 0,6   | −1,5 | 3,6     |
| Température maximale moyenne (°C) | 0,3  | 0,9  | 3,3  | 4,1   | 8,5   | 13,1  | 17,1 | 16,7  | 13,1  | 8,7   | 3,7   | 1,1  | 7,5     |
| Précipitations (mm)               | 83,8 | 45,4 | 60,6 | 104,5 | 127,6 | 116,9 | 90,6 | 101,6 | 102,3 | 106,8 | 125,4 | 98,3 | 1 163,9 |

## Randonnée
Le refuge de l'Angonella, d'une capacité de 6 personnes, est situé à environ 1 km à l'est du Llac de Mes Avall. Les estanys de l'Angonella sont accessibles aux randonneurs depuis le village de Llorts en suivant le trajet du GRP. Le dénivelé positif est d'environ 1 000 m. 
Un accès est également possible depuis la station d'Ordino-Arcalis par la Serra del Cap de la Coma.

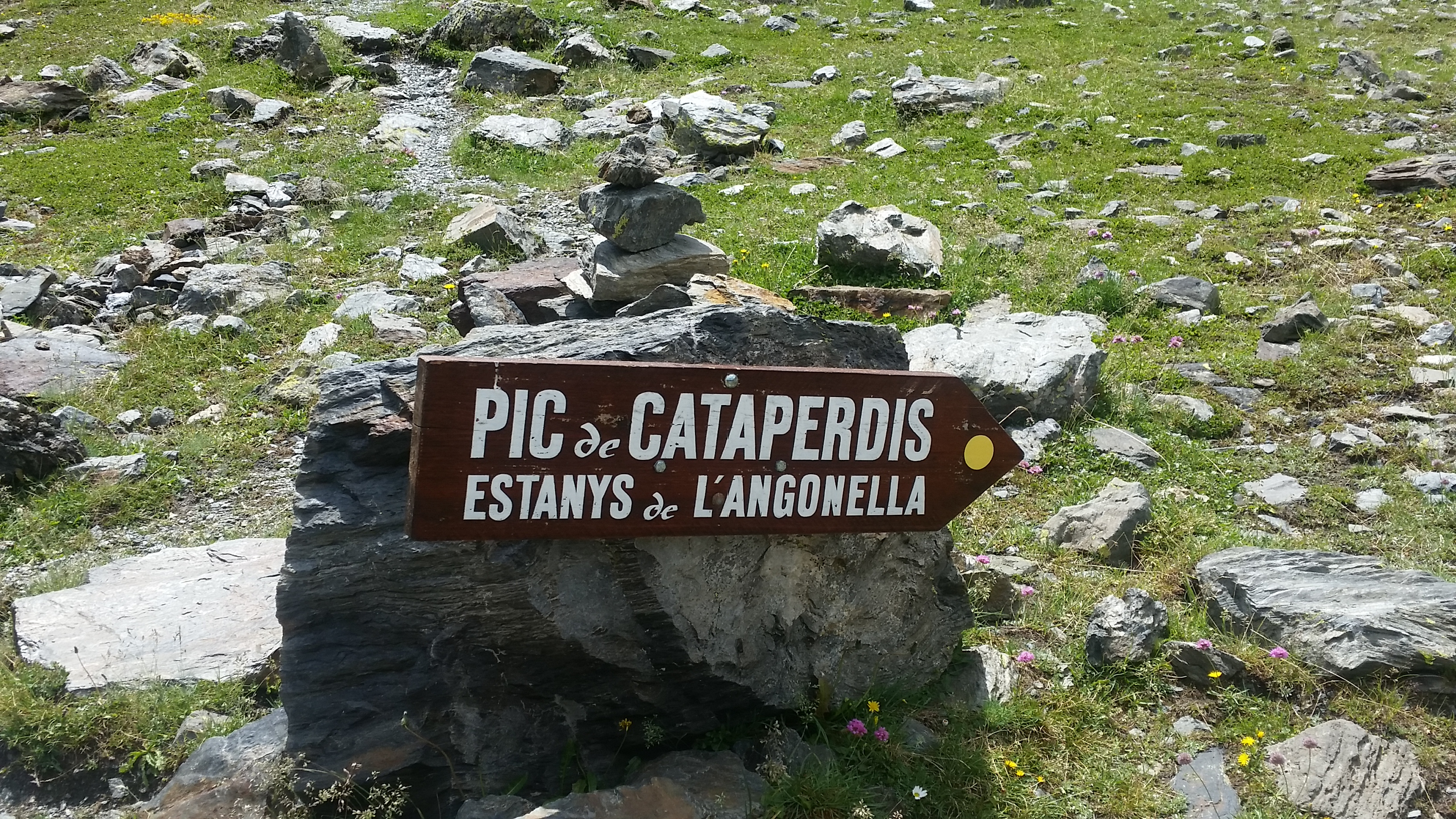
Sentier (GRP) vers les estanys de l'Angonella et le pic de Cataperdís
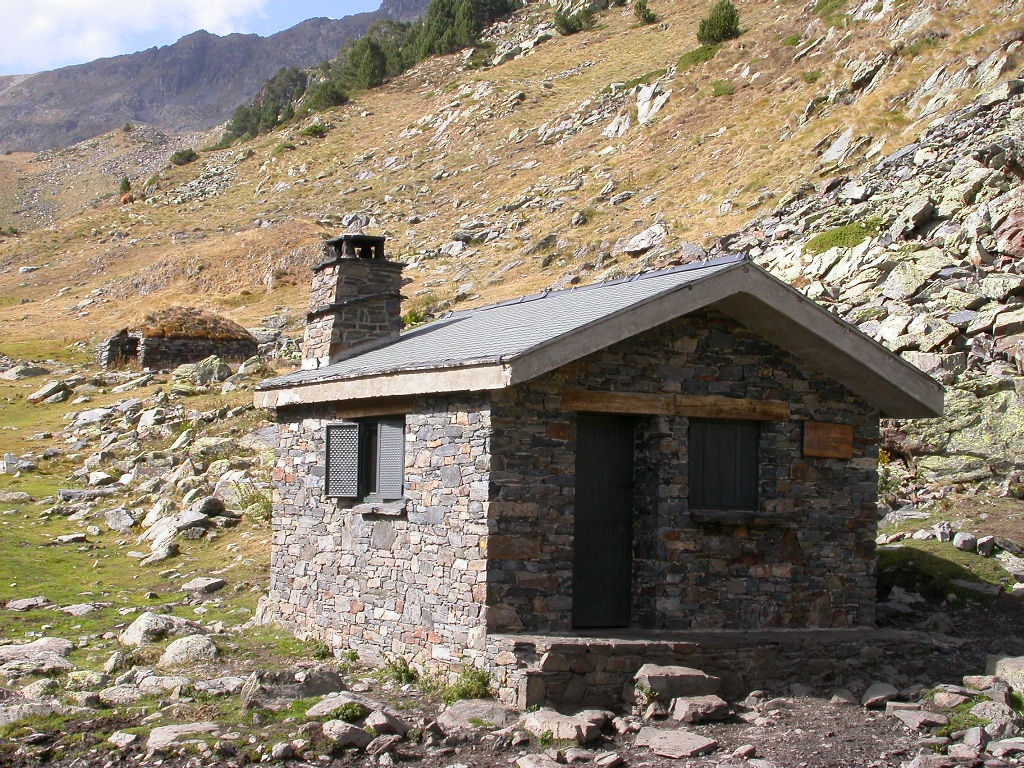
Le refuge de l'Angonella, à proximité des lacs.

## Faune et flore
Du fait de la difficulté d'accès, l'environnement des estanys de l'Angonella est particulièrement bien préservé. Les eaux des lacs abritent des truites fario.

## Galerie

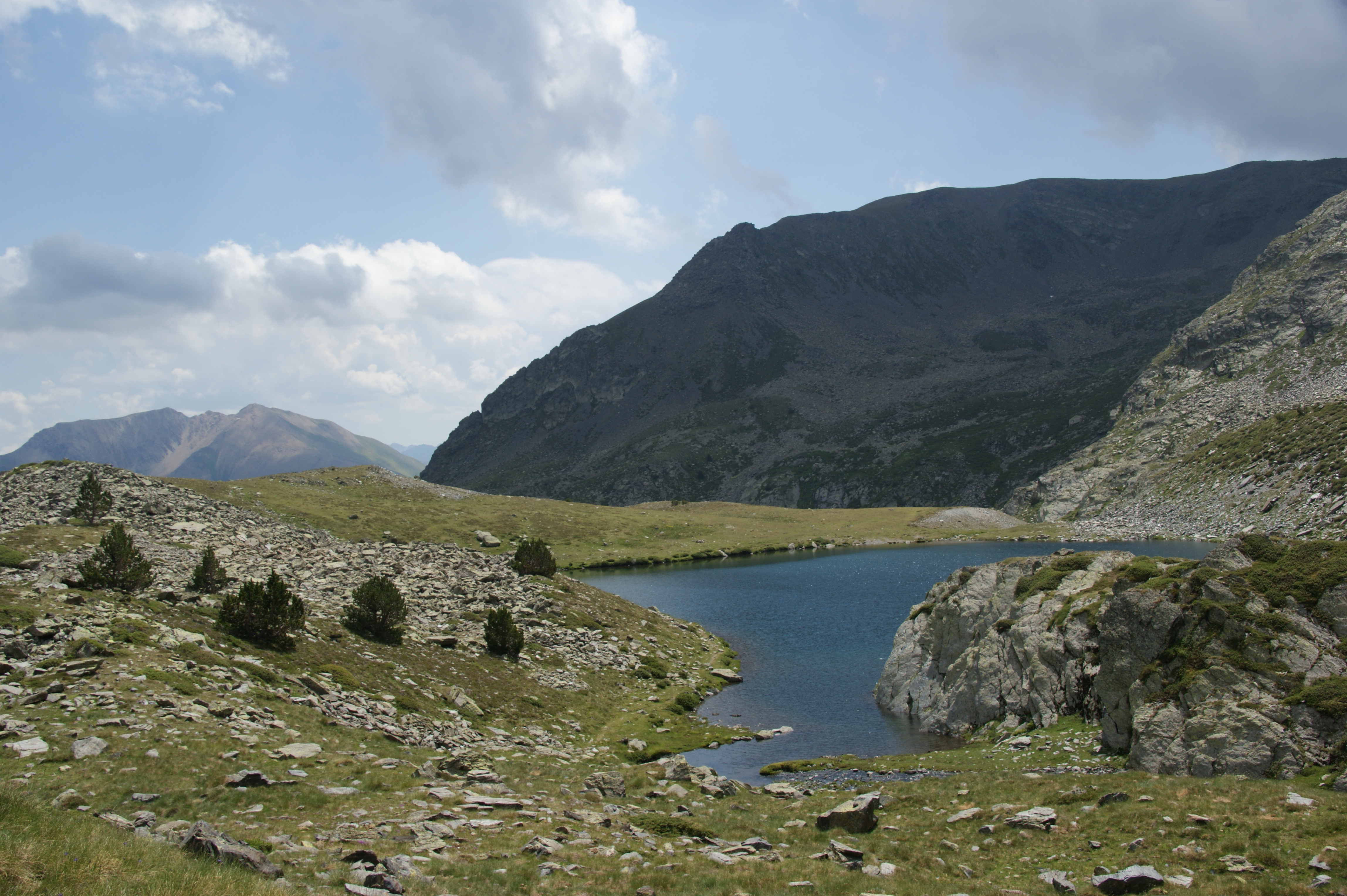
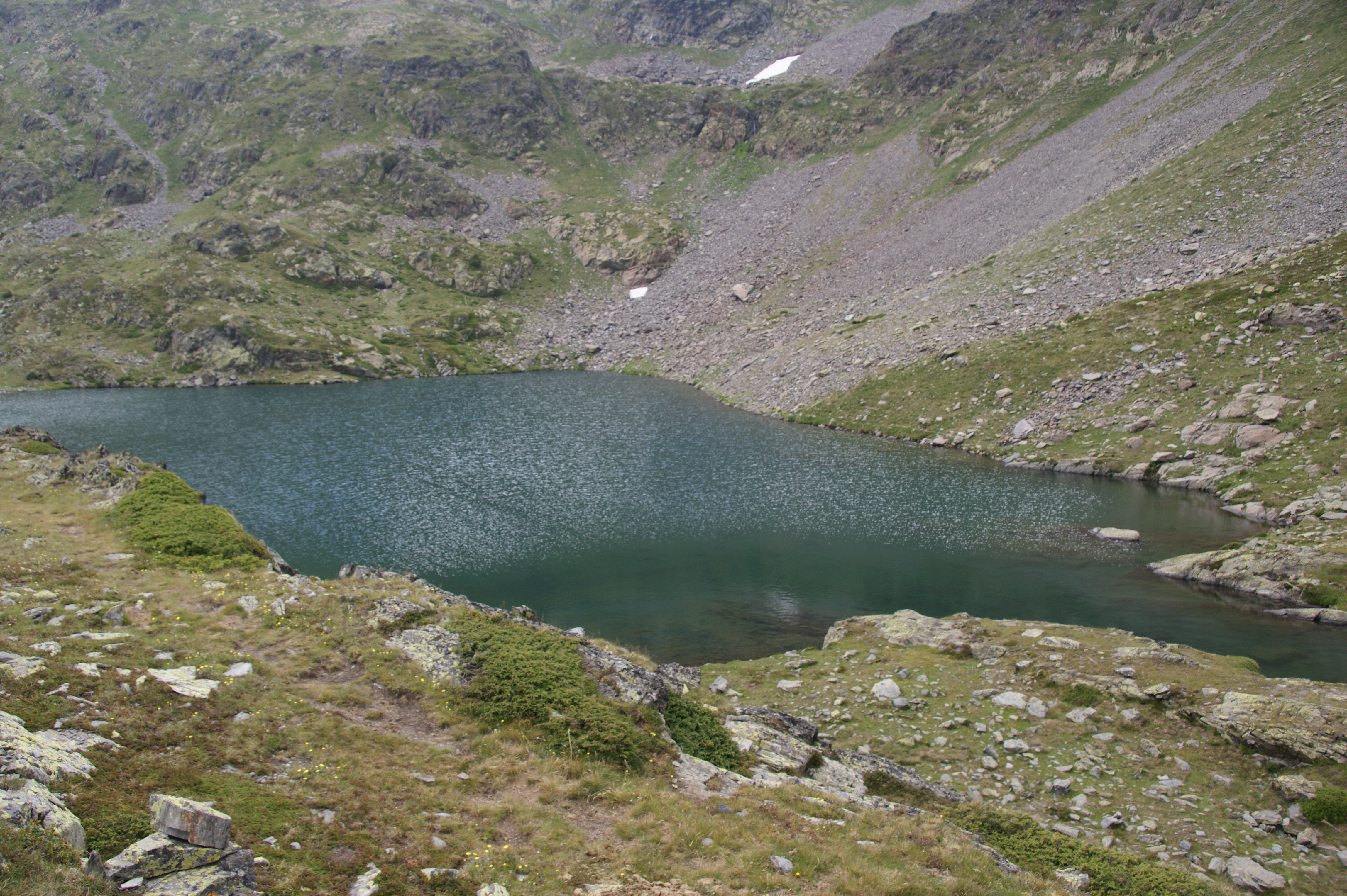
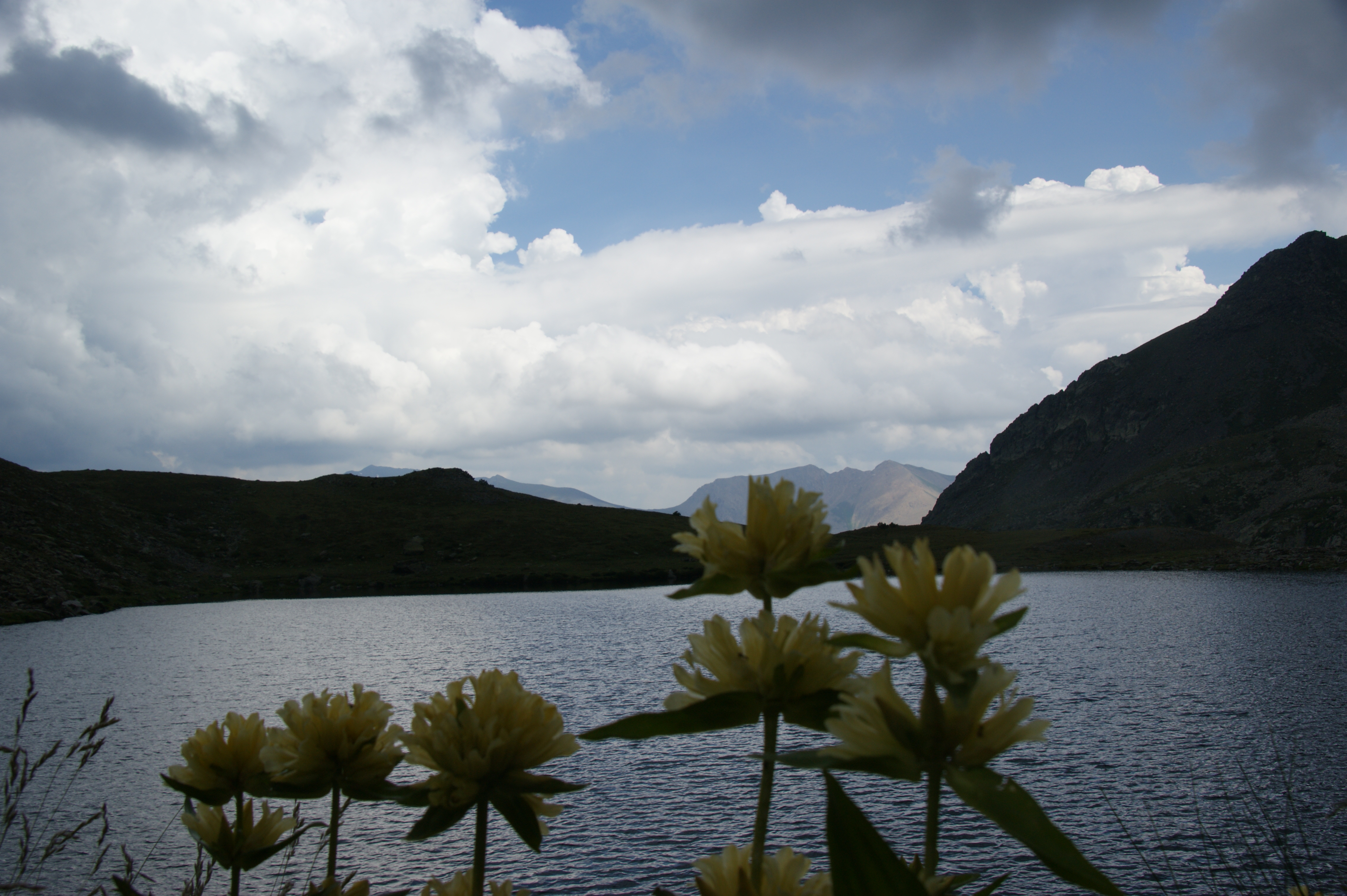